# Johan Micoud
Johan Micoud (Cannes, 24 juli 1973) is een voormalig Franse profvoetballer en international uit Frankrijk. Micoud was een aanvallende middenvelder en speelde voor het laatst bij de Franse eersteklasser Girondins de Bordeaux.

## Clubvoetbal

### Cannes
Begonnen in de fameuze jeugdopleiding van AS Cannes, waar Zinédine Zidane ook zijn carrière begon, debuteerde Micoud in het seizoen 1992-1993 in het eerste elftal in de Ligue 2 onder coach Luis Fernandez. AS Cannes promoveerde en Micoud maakte op 24 juli 1993 zijn de debuut in de Ligue 1 met een uitwedstrijd tegen AS Saint-Étienne. Hij was een vaste waarde geworden op het middenveld. Al sinds zijn jeugd was hij diverse malen uitgekomen voor vertegenwoordigende Franse jeugdelftallen. In 1996 werden zijn talenten ook gespot door de topclub Girondins de Bordeaux en maakte Micoud de overgang van de Côte d'Azur naar Aquitanië.

### Bordeaux
In zijn eerste seizoen voor de Bordelais toonde Micoud zich een slimme spelbepaler. Hij speelde alle competitiewedstrijden in de Ligue 1, wist zelfs acht doelpunten te maken en behaalde met zijn elftal de finale van de Coupe de la Ligue. Ook in de drieopvolgende seizoenen in Bordeaux was Micoud verzekerd van een basisplaats, wist veelvuldig het doel te vinden en kwam met de Girondins tot vele hoogtepunten waaronder het landskampioenschap in de Ligue 1 in 1999.
Buitenlandse clubs kregen de talentvolle Johan Micoud in het vizier. In zijn derde seizoen in Bordeaux speelde de club in de kwartfinale van de UEFA Cup tegen het Italiaanse AC Parma. Bordeaux werd in Parma genadeloos vernederd met het grootste uit-verlies ooit in Europees verband (6-0).

### Parma
Toch waren de Italianen gecharmeerd geworden van de spelverdeler van de Bordelais en lokten hem een seizoen later naar Parma. Ook in het buitenland toonde Micoud zijn kunsten en was hij een gewaardeerd speler. In zijn tweede seizoen in Italiaanse dienst won hij de Coppa Italia.

### Werder Bremen
Hierna vertrok hij naar de Bundesliga en tekende voor Werder Bremen. Technisch directeur bij de club, Klaus Allofs, zelf ook oud-speler bij Bordeaux, was zijn oude club blijven volgen en kende zo ook de kwaliteiten van Johan Micoud. Deze kwaliteiten werden goed benut bij de Duitse club en Micoud beleefde vier glorieuze seizoenen in Bremen. In de zomer van 2006 gaf Micoud te kennen om weer terug te keren naar Frankrijk. De Duitse club had Micoud nog graag willen behouden maar na concrete interesse van zijn oude club keerde hij terug naar Bordeaux.

### Bordeaux
Veel hoop was gevestigd op de verloren zoon waardoor er een enorme druk lag op de schouders van Micoud. De Braziliaanse coach Ricardo bleef wel vertrouwen op de ervaring en kwaliteiten van Micoud maar door te hooggespannen verwachtingen en tegenvallend spel kreeg hij veel kritiek te verduren van de media. Toch speelde Micoud alsnog een redelijk seizoen met zijn elftal waarbij de club zich redelijk manifesteerde in de UEFA Champions League, UEFA Cup en de Coupe de la Ligue wist te winnen. Het tweede seizoen werd het afscheidsseizoen voor Micoud. Hij wist nog enkele belangrijke wedstrijden te spelen, doelpunten mee te pikken (2x in de uitwedstrijd tegen AS Monaco en deed met zijn club mee in de strijd om het kampioenschap. Eind mei 2008 kondigde het bestuur aan zijn aflopende contract niet meer te verlengen en bedankte de 34-jarige speler voor al zijn bewezen diensten.

## Nationale elftal
Na al in de jeugd bij Cannes voor Franse nationale voetbalelftallen uitgekomen te zijn, maakt Micoud in 1999 zijn debuut voor het grote team. Op 18 augustus 1999 ontving Micoud in een uitwedstrijd tegen Noord-Ierland zijn eerste cap. Micoud zat ook in de selectie voor Euro 2000 en het WK in 2002 maar wist niet te imponeren. Zijn laatste interland speelde hij tegen Nederland, een vriendschappelijke ontmoeting in 2004.

## Statistieken
| seizoen    | club                  | land      | competitie | wed. | goals |
| ---------- | --------------------- | --------- | ---------- | ---- | ----- |
| 1992/93    | AS Cannes             | Frankrijk | Ligue 2    | 28   | 2     |
| 1993/94    | AS Cannes             | Frankrijk | Ligue 1    | 34   | 3     |
| 1994/95    | AS Cannes             | Frankrijk | Ligue 1    | 33   | 7     |
| 1995/96    | AS Cannes             | Frankrijk | Ligue 1    | 32   | 5     |
| 1996/97    | Girondins de Bordeaux | Frankrijk | Ligue 1    | 36   | 8     |
| 1997/98    | Girondins de Bordeaux | Frankrijk | Ligue 1    | 29   | 4     |
| 1998/99    | Girondins de Bordeaux | Frankrijk | Ligue 1    | 31   | 9     |
| 1999/00    | Girondins de Bordeaux | Frankrijk | Ligue 1    | 31   | 6     |
| 2000/01    | AC Parma              | Italië    | Serie A    | 29   | 4     |
| 2001/02    | AC Parma              | Italië    | Serie A    | 18   | 5     |
| 2002/03    | Werder Bremen         | Duitsland | Bundesliga | 28   | 5     |
| 2003/04    | Werder Bremen         | Duitsland | Bundesliga | 32   | 10    |
| 2004/05    | Werder Bremen         | Duitsland | Bundesliga | 33   | 8     |
| 2005/06    | Werder Bremen         | Duitsland | Bundesliga | 30   | 8     |
| 2006/07    | Girondins de Bordeaux | Frankrijk | Ligue 1    | 32   | 5     |
| 2007/08    | Girondins de Bordeaux | Frankrijk | Ligue 1    | 19   | 4     |
| Bijgewerkt | 07-05-2008            |           |            |      |       |

## Erelijst
Girondins de Bordeaux
- Landskampioen Ligue 1: 1999
- Vice-kampioen Ligue 1: 2008
- Winnaar Coupe de la Ligue: 2007
- Finalist Coupe de la Ligue: 1997 en 1998

Werder Bremen
- Landskampioen Bundesliga: 2004
- Winnaar Duitse beker: 2004

AC Parma
- Winnaar Italiaanse beker: 2001

Frankrijk
- Europees kampioen: 2000